# Rosenbühl (Tanna)
Der Rosenbühl ist ein Berg im Vogtland im Südosten Thüringens, gelegen zwischen Tanna im Norden und Gefell im Süden in der Nähe des Dreiländerecks zu Sachsen und Bayern. Er ist der höchste Berg im Thüringer Vogtland sowie im gesamten östlich der Saale gelegenen Teil des Bundeslandes. 
Der Rosenbühl befindet sich in der Gemarkung von Tanna, etwa drei Kilometer südlich der Stadt und ist mit einem ausgedehnten Wald bestanden. Weitere angrenzende Orte sind Gefell im Süden, Göttengrün im Westen und Rothenacker im Osten. Der Forst ist durch viele Wanderwege erschlossen, wobei die Bergspitze nicht besonders gekennzeichnet ist und die Umgebung kaum merklich überragt. Die Höhendifferenz zu den umliegenden Orten beträgt nur etwa 100 Höhenmeter. 
Am Rosenbühl entspringen mehrere Flüsse, namentlich die Wisenta im Osten, der Erlichbach im Süden, der Hetschenbach/Lehestenbach im Westen und die Wettera im Norden, alle Nebenflüsse der Saale. Durch den Rosenbühler Forst führen ferner die Straße von Schleiz nach Hof (ehemalige Bundesstraße 2) sowie die Bahnstrecke Schönberg–Hirschberg.